# Clube Desportivo das Aves
El Clube Desportivo das Aves, conegut comunament com a Desportivo das Aves, o simplement com a Aves, és un club de futbol portuguès de Vila das Aves, Santo Tirso. El club va ser fundat el 12 de novembre de 1930 i juga a l'Estádio do Clube Deportivo das Aves, que té una capacitat de 8.560 seients.
Com a club esportiu, compta amb escoles de futbol per a jugadors júniors i dos equips de futbol sala tant masculins com femenins, així com un sistema de proves de futbol per ajudar els jugadors més joves a passar a l'acadèmia. La penya oficial del club és la Força Avense.

## Història
L'Aves ha passat la major part de la seva història a les lligues inferiors, amb la seva primera temporada a la Primeira Liga la 1985–86 després de guanyar consecutivament la segona i la tercera divisió. Van tornar a la màxima categoria els anys 2000–01 i 2006–07, de nou durant una temporada cadascun.
L'Aves va guanyar l'ascens a la LigaPro la temporada 2016-17, acabant com a subcampió rere el Portimonense SC sota la direcció de José Mota. El 20 de maig de 2018, el club va derrotar l'Sporting CP per 2–1 i va guanyar la seva primera Taça de Portugal. Tanmateix, l'Aves no es va classificar per a la fase de grups de la UEFA Europa League 2018-19 perquè no va aconseguir una plaça per a competicions europees. L'equip va descendir la temporada 2019-20, amb cinc partits encara per jugar, i es va veure afectat per problemes financers. Per aquests motius, ells i el Vitória FC van rebre un nou descens a la tercera categoria.
El 23 de setembre de 2020, l'Aves es va retirar abans de l'inici de la temporada. A causa de deutes impagats amb altres clubs, el club va rebre una prohibició de traspassos de la FIFA, que va esquivar fundant la nova entitat, Clube Deportivo das Aves 1930 a l'octubre.

## Estadi
El Desportivo das Aves juga a l'Estádio do Clube Desportivo das Aves de Vila das Aves, Santo Tirso, amb una capacitat de 8.560 places. L'estadi també acull els partits a casa del filial. Va ser inaugurat el 8 de desembre de 1981.
Va sofrir moltes reformes durant el nou mil·lenni. Sobretot l'any 2000, quan el Desportivo das Aves va aconseguir l'ascens a la Primeira Liga per segona vegada en la seva història. Quan es va construir l'estadi, hi havia 12.500 seients disponibles, però actualment només té 8.560 seients després que el club decidís retirar les cadires.

## Palmarès
- Taça de Portugal: 1
  - 2017–18
- Segona Divisió : 1
  - 1984–85
- Tercera Divisió : 1
  - 1983–84

## Historial d'entrenadors
- Henrique Nunes (1992–1994)
- Manuel Barbosa (1994–1995)
- Eduardo Luís (1995–1996)
- Luís Campos (1996–1998)
- António Frasco (1998)
- Professor Neca (1998–2000)
- Carlos Carvalhal (2000–2001)
- Luís Agostinho (2001–2002)
- António Caetano (2002–2003)
- Carlos Garcia (June, 2003–29 Oct 2003)
- José Gomes (29 Oct 2003 – 9 maig 2004)
- Manuel Correia (June, 2004–11 Jan 2005)
- Professor Neca (11 Jan 2005 – 20 maig 2007)
- José Gomes (25 maig 2007 – 5 Dec 2007)
- Henrique Nunes (5 Dec 2007 – 24 maig 2009)
- Micael Sequeira (6 juny 2009 – 6 Oct 2010)
- Vítor Oliveira (7 Oct 2010 – 29 maig 2011)
- Paulo Fonseca (7 juny 2011 – 28 maig 2012)
- José Vilaça (22 juny 2012 – 18 Feb 2013)
- Professor Neca (18 Feb 2013 – 18 maig 2013)
- Fernando Valente (28 juny 2014 – 6 gener 2015)
- Emanuel Simões (6 gener 2015 – 9 juliol 2015)
- Abel Xavier (9 juliol 2015 – 4 setembre 2015)
- Ulisses Morais (5 setembre 2015 – 17 maig 2016)
- Ivo Vieira (26 maig 2016 – 15 febrer 2017)
- José Mota (18 febrer 2017 – 22 maig 2017)
- Ricardo Soares (27 maig 2017–)